# Kalle Anka och den gamla borgens hemlighet
Kalle Anka och den gamla borgens hemlighet, även publicerad på svenska med titeln Det gamla slottets hemlighet (The Old Castle's Secret) är en Kalle Anka-historia av Carl Barks från 1948. Den handlar om Joakim von Anka, Kalle Anka och Knattarna som letar efter en släktskatt i von Anka-borgen i Dystringe dal i Skottland. Serien har publicerats fem gånger i Sverige. Den publicerades första gången 1966 i Walt Disney's serier nr 22.  